# Ходдмимир
Ходдмимир (Роща Ходдмимир, др.-исл. Hoddmímisholt "Роща клада Мимира")  — роща в скандинавской мифологии, в которой во время Рагнарёка спрячутся Лив и Ливтрасир, которые станут прародителями нового поколения людей.

## Этимология
Наименование рощи Ходдмимир (др.-исл. Hoddmímisholt) имеет значение "Роща клада Мимира". Схожие переводы встречаются и в других современных языках: англ. Hoard-Mímir's holt, франц. bois de Mímir au Trésor, дат. Skatmimers skov.
Имена двух прародителей человеческого рода, Лив (др.-исл. Líf) и Ливтрасир (др.-исл. Leifþrasir), которые укроются в этой роще во время Рагнарёка, имеют значение "Жизнь" и "Пышущий жизнью" соответственно. Согласно древнескандинавской мифологии, они переживут Рагнарёк и от них пойдёт великое потомство нового рода людей, которое заселит весь мир.

## Упоминания
Роща Ходдмимир упоминается в "Старшей Эдде" и "Младшей Эдде". В "Старшей Эдде", "Речи Вафтруднира" (станс 45), ётун Вафтруднир отвечает на вопрос бога Одина о том, кто переживёт Рагнарёк, сообщая, что из всех людей выживут лишь Лив и Ливтрасир, спрятавшись в роще Ходдмимир:
[Вафтруднир] сказал:
«Спрячется Лив
и Ливтрасир с нею
в роще Ходдмимир;
будут питаться
росой по утрам

и людей породят».
Затем роща упоминается в "Младшей Эдде" ("Видение Гюльви", 53. Кто переживёт Гибель Богов) как место, где Лив и Ливтрасир укроются от Гибели Богов и пламени ётуна Сурта. Утренняя роса будет служить им едою, и от них произойдёт новое поколение людей, которое заселит весь мир.
Больше роща Ходдмимир не упоминается в древнеисландских письменных источниках и обычно встречается в сюжете сказания о Рагнарёке.

## Анализ и интерпретации
В древнеисландских источниках роща Ходдмимир упоминается только в сюжете сказания о Рагнарёке как место спасения пары людей - Лив и Ливтрасира, которые станут прародителями нового человеческого рода. Р. Зимек предполагает, что образ Лив и Ливтрасира является случаем удвоения антропогенеза, который исходит из циклической природы эддической эсхатологии. К примеру, после Гибели Богов земля появится вновь, вновь взойдёт солнце, и боги вновь займутся своими делами. Зимек утверждает, что рощу Ходдмимир в мифологическом ключе не следует буквально понимать как лес; он выдвигает теорию, что её наименование могло быть альтернативным именем мирового дерева Иггдрасиль. Таким образом, сотворение человека из дерева (Аска из ясеня и Эмблы из ивы или ольхи) повторяется и в новой эпохе после Рагнарёка.
Связь между рощей и деревом Иггдрасиль предполагалась многими исследователями. Термины Мимамейд (др.-исл. Mímameiðr "Дерево Мимира"), возможно, относится непосредственно к мировому дереву, рядом с которым находится и Источник Мимира (др.-исл. Mímisbrunnr), образуя группу однокоренных наименований всемирно значимых объектов и понятий древнескандинавской мифологии. Данные наименования интерпретировались либо как обозначения одного и того же объекта. К. Ларрингтон отмечает, что нигде точно не указано, что произойдёт с мировым деревом во время Рагнарёка, предполагая, что Лив и Ливтрасир спрячутся в Иггдрасиля (его корнях или ветвях).
В древнескандинавской мифологии существуют и другие мифические рощи, к примеру, роща Гласир с золотыми листьями неподалёку от Вальхаллы. Р. Зимек утверждает, что представление происхождения человека из дерева является очень древним, и, возможно, общеиндоевропейским, противопоставляясь, таким образом, сотворению человека из глины и камня в мифологиях Ближнего Востока и Северной Африки. Он указывает на параллель в образе Одда Стрелы, который омолаживается после жизни "человеком-деревом".